# سیمونا فراپورتی
سیمونا فراپورتی (انگلیسی: Simona Frapporti؛ زادهٔ ۱۴ ژوئیهٔ ۱۹۸۸) دوچرخه‌سوار اهل ایتالیا است.
وی در مسابقات کشوری و بین‌المللی در مجموع برندهٔ ۱ مدال طلا، ۱ مدال برنز شده‌است.